# Partido Conservador Democrata (Romênia)
O Partido Conservador Democrata (em romeno: Partidul Conservator-Democrat) foi um partido político atuante no Reino da Romênia entre 3 de fevereiro de 1908 e 21 de de novembro de 1922. Ao longo de sua existência, ele também foi denominado Partido Democrata (Partidul Democrat), Partido Conservador Nacionalista (Partidul Conservator Naționalist) ou Partido Conservador Unionista (Partidul Conservator Unionist).
O partido foi fundado a partir da dissidência de uma ala do Partido Conservador, sob a liderança de Take Ionescu, com a proposta de romper o ciclo de "governos rotativos" entre conservadores e liberais. A base eleitoral do partido era constituída, em sua maioria, por representantes da pequena burguesia (comerciantes, pequenos e médios proprietários de bens móveis e imóveis, industriais, fazendeiros, etc.) e das profissões liberais (advogados, professores, médicos, etc.). Outro segmento importante de simpatizantes do partido liderado por Take Ionescu era composto por funcionários públicos e pelo "proletariado intelectual urbano" - profissionais de nível médio e superior que não haviam encontrado colocação no mercado de trabalho.
A essência do programa político do novo partido era, nas palavras de Ionescu, de "plantar ideias conservadoras nos alicerces democráticos do país". Na prática, esta visão política baseava-se na adoção de soluções de curto prazo, oscilando entre ideias conservadoras e liberais. Este programa, estabelecido na convenção de fundação do partido, em 1908, foi revisto várias vezes: na convenção de 1910; na de 1913, quando foi aceita a proposta dos liberais de revisão constitucional, incluindo normas sobre desapropriações e ampliação do direito ao voto; e na de 1919, quando foi adaptado às novas realidades políticas do pós-guerra.
Intimamente ligado ao seu líder, Take Ionescu, que o conduziu ao longo de toda sua existência, o partido teve uma ascensão bastante rápida, vencendo a maioria das eleições parciais realizadas entre 1908 e 1910 e ultrapassando o Partido Conservador. No entanto, o rei Carlos I recusou-se a reconhecer a nova realidade política e a alternativa do conservadorismo liberal e não confiou ao Partido Conservador Democrata a tarefa de formar um novo gabinete.